# Манро-Фергюсон, Рональд, виконт Новар
Рональд Кроуфорд Манро-Фергюсон, 1-й виконт Новар (англ. Ronald Craufurd Munro Ferguson, 1st Viscount Novar; 6 марта 1860, Керколди, Файф, Шотландия, Великобритания — 30 марта 1934, там же) — британский государственный и политический деятель, шестой генерал-губернатор Австралии с 18 мая 1914 по 6 октября 1920 год, четырнадцатый министр по делам Шотландии с 24 октября 1922 по 22 января 1924 года.

## Биография

### Молодые годы
Роналад Кроуфорд Фергюсон родился 6 марта 1860 года в доме в районе Райт города Керколди, Файф, Шотландия. Был старшим ребёнком в семье подполковника Роберта Фергюсона, богатого члена Палаты общин, и его жены Эммы Элизы (урожденной Мандевиль). В 1864 году его отец унаследовал имения Новар в Росс-Шире и Муиртон в Морайшире, и взял дополнительную фамилию Манро. Рональд получил образование в Королевском военном училище.

### Политическая карьера
В 1884 году Рональд Манро-Фергюсон был избран в Палату общин. Он стал личным секретарем Арчибальда Примроуза, лидера либералов. Как и Примроуз, Манро-Фергюсон был либеральным империалистом. Он поддержал империалистическую политику консервативного правительства, в том числе и ведение Второй англо-бурской войны, которая сделала его очень непопулярным среди радикального, антивоенного крыла Либеральной партии. Поэтому он имел мало надежд на включение себя в правительство премьер-министров Кэмпбелл-Баннермана или Асквита, несмотря на его очевидные таланты.

### На посту генерал-губернатора Австралии
Поэтому, в феврале 1914 года, Манро-Фергюсон был рад принять должность генерал-губернатора Австралии, отказавшись от должности губернатора Южной Австралии в 1895 году и Виктории в 1910 году. До назначения он стал Кавалером Большого креста Ордена Святого Михаила и Святого Георгия. Его политическая карьера, связи с либеральным правительством в Лондоне и империалистические взгляды подготовили его и склонили к активой роли в политической жизни Австралии, лучше чем любой из его предшественников, и в то же у него было достаточно здравого смысла, чтобы ограничить свою активность.
Он сдружился с двумя судьями Высокого суда Австралии: главным судьёй и бывшим премьер-министром штата Квинсленд сэром Сэмюэлем Гриффитом и бывшим премьер-министром Австралии сэром Эдмундом Бартоном. С ними он советовался во многих случаях, в том числе по вопросу осуществления резервных полномочий короны.

#### Австралийские федеральные выборы 1914 года
Либеральное правительство премьер-министра Джозефа Кука имело большинство в Палате представителей, а лейбористы — в Сенате, и систематически использовали его для попыток отставки правительства. Для решения этой проблемы, Кук решил прибегнуть к роспуску обеих палат парламента и проведению новых выборов в соответствии с разделом № 57 Конституции.
2 июня 1914 года, всего лишь через три недели после вступления Манро-Фергюсона в должность, Кук официально подал прошение о роспуске. Манро-Фергюсон взял просьбу на рассмотрение в течение нескольких дней. Парламент, избранный в 1913 году имел в распоряжении ещё два года для работы. Когда Манро-Фергюсон поручил приготовить роспуск, он был яростно осуждён Лейбористской партией, которая утверждала, что Кук манипулировал конституцией, чтобы получить контроль над Сенатом. Манро-Фергюсон, учитывая кризис британской Палаты лордов 1910 года, высказал мнение, что нижняя палата должна преобладать. Как ни парадоксально, консерваторы утверждали, что генерал-губернатор должен всегда следовать советам своего премьер-министра, а лейбористы — что по своему усмотрению.
В середине кампании за выборы 1914 года, пришло сообщение о начале Первой мировой войны, вызвавшее острый кризис в австралийском правительстве. Парламент был распущен, а правительство существовало во временном режиме. Кроме того, Австралия в 1914 году не имела право на самостоятельное участие в международных делах, и поэтому политики были полностью неопытны в таких делах. В этих условиях, Манро-Фергюсон был единственным человеком, как с конституционными полномочиями, так и доверием к действиям. Именно он созвал правительство, реализовал план мобилизации и вёл переговоры с правительством в Лондоне. Маневрирование Кука имело неприятные последствия, и после сентябрьских выборов Эндрю Фишер вернулся к власти.

#### Австралия в состоянии войны
Уильям Хьюз стал движущей силой военной экономики. Он сформировал тесные отношения с Манро-Фергюсоном, увидевшим в нём агента британских военных усилий, а не просто представителя короны. Он открыто поддержал тех, кто стремился к войне, и был против тех, кто был против войны.
В октябре 1915 года, Фишер подал в отставку, и Хьюз сменил его на посту премьер-министра. Манро-Фергюсон признал военные качества Хьюза, поддержав его в частном порядке и публично. Хьюз был убежден, что только введение воинской повинности позволит Австралии поддерживать свою приверженность военным усилиям и Манро-Фергюсон оказывал ему всяческую поддержку. Как Хьюз, так и Манро-Фергюсон считал срыв призывных референдумов в октябре 1916 года и декабре 1917 года, бедствием для Австралии и военных усилий. Когда Хьюз был исключен из Лейбористской партии после первого референдума, Манро-Фергюсон позволил ему остаться на своем посту в качестве миноритарного премьер-министра и призвал Хьюза и Кука к формированию новой партии, Националистической, с платформой «выиграть войну».
Когда Дэвид Ллойд Джордж стал премьер-министром Великобритании, Хьюз общался непосредственно с ним (иногда на валлийском), в результате чего Манро-Фергюсон жаловался на отрицание своей роли в качестве средства общения между Лондоном и Мельбурном. Несмотря на энергичные утверждения Манро-Фергюсона, он не смог в долгосрочной перспективе остановить падение влияния офиса. После того, как в 1918 году Австралия получила право самостоятельного участия в международных делах, которые он сделал, дни влияния Манро-Фергюсона закончились.

### Послевоенная деятельность и отставка
В мае 1919 года Мунро-Фергюсон известил Лондон о своем желании уйти в отставку. Он был оставлен на посту для наблюдения за австралийским туром принца Уэльского в 1920 году. В октябре 1920 года, после шести лет генерал-губернаторства, Мунро-Фергюсон ушёл в отставку. Вернувшись домой, он был возведен в звание пэра, как виконт Новар, из Райта в графстве Файф и Новара в графстве Росс. В 1922 году он был назначен министром по делам Шотландии в консервативном правительстве премьер-министра Эндрю Бонара Лоу, и занимал этот пост до 1924 года, уже при Стэнли Болдуине. В 1926 году он стал кавалером Ордена Чертополоха.

### Личная жизнь и смерть
В 1889 году Манро-Фергюсон женился на леди Хелен Гермионе (1863—9 апреля 1941), дочери Фредерика Гамильтона-Темпл-Блэквуда, 1-го маркиза Дафферин и Ава. Брак был бездетным. Леди Новар работала в британском обществе Красного Креста, и в 1918 году стала Дамой Большого креста Ордена Британской империи.
Рональд Кроуфорд Манро-Фергюсон, 1-й виконт Новар скончался 30 марта 1934 года в возрасте 74 лет. Так как он не оставил потомков, его титул умер с ним. Его работы являются чрезвычайно важным источником для историков австралийской политики и роли Австралии в Первой мировой войне. Леди Новар умерла в 1941 году. Он был близким другом сэра Сесила Спринг-Райса, с которыми переписывался в течение многих лет.